# Яуналуксненская волость
Яуналуксненская волость (латыш. Jaunalūksnes pagasts) — одна из шестнадцати территориальных единиц Алуксненского края Латвии. Находится в центральной части края, на берегу озера Алуксне. Граничит с городом Алуксне, Зиемерской, Маркалненской, Педедзенской, Лиепнинской, Малупской, Малиенской, Аннинской и Алсвикской волостями своего края.
Крупнейшими населёнными пунктами волости являются сёла: Колбергис (волостной центр), Бея, Гарасими, Гарюри, Лачударзс, Плоскумс, Терешки, Висикумс.
Через Яуналуксненскую волость проходят региональные автодороги P40 (Алуксне — Зайцево) и P41 (Алуксне — Лиепна). Начинаясь в Алуксне, они идут параллельно, а затем расходятся в северо-восточном и юго-восточном направлениях.
По территории волости протекают реки: Акавиня, Алуксне, Видупите, Иеведне, Иерупите, Лиела Сарканите, Педедзе, Сарканите, Сколас упите, Шкинькупите, Юренска.

## История
В 1935 году площадь Бейской волости Валкского уезда (до 1925 года называемой Колбергской волостью) составляла 139,2 км², при населении в 2344 жителя.
В 1945 году в Бейской волости были созданы Бейский и Ветрайнский сельские советы, находившиеся в 1946—1949 годах в составе Алуксненского уезда.
После отмены в 1949 году волостного деления Бейский сельсовет входил поочерёдно в состав Алуксненского (1949—1962, 1967—2009) и Гулбенского (1962—1967) районов.
В 1954 году к Бейскому сельсовету была присоединена территория ликвидированного Ветрайнского сельского совета. В 1957 году территория совхоза «Алукне» Бейского сельсовета была переподчинена Маркалнскому сельсовету. В 1971 году Бейский сельсовет был переименован в Яуналуксненский. К нему была добавлена Алуксненская сельская территория и возвращён совхоз «Алуксне». В 1977 году часть территории Яуналуксненского сельсовета отошла к городу Алуксне.
В 1990 году Яуналуксненский сельсовет был реорганизован в волость. В 2009 году, по окончании латвийской административно-территориальной реформы, Яуналуксненская волость вошла в состав Алуксненского края.

## Известные люди
- Гунар Бинде (род. 1933) — латвийский фотохудожник